# العلاقات السودانية الفلبينية
العلاقات السودانية الفلبينية هي العلاقات الثنائية التي تجمع بين السودان والفلبين.

## مقارنة بين البلدين
هذه مقارنة عامة ومرجعية للدولتين:
| وجه المقارنة                                              | السودان                     | الفلبين                       |
| --------------------------------------------------------- | --------------------------- | ----------------------------- |
| المساحة (كم2)                                             | 1.89 مليون                  | 343.45 ألف                    |
| عدد السكان (نسمة)                                         | 40.53 مليون                 | 104.92 مليون                  |
| الكثافة السكانية (ن./كم²)                                 | 21.44                       | 305.49                        |
| العاصمة                                                   | الخرطوم                     | مانيلا                        |
| اللغة الرسمية                                             | اللغة العربية، لغة إنجليزية | اللغة الفلبينية، لغة إنجليزية |
| العملة                                                    | جنيه سوداني                 | بيسو فلبيني                   |
| الناتج المحلي الإجمالي (بليون دولار)                      | 117.49 مليار                | 313.60 مليار                  |
| الناتج المحلي الإجمالي (تعادل القوة الشرائية) بليون دولار | 176.55 مليار                | 743.90 مليار                  |
| الناتج المحلي الإجمالي الاسمي للفرد دولار أمريكي          | 2.41 ألف                    | 2.90 ألف                      |
| الناتج المحلي الإجمالي للفرد دولار أمريكي                 | 4.07 ألف                    | 7.39 ألف                      |
| مؤشر التنمية البشرية                                      | 0.479                       | 0.668                         |
| رمز المكالمات الدولي                                      | +249                        | +63                           |
| رمز الإنترنت                                              | سودان                       | .ph                           |
| المنطقة الزمنية                                           | ت ع م+03:00، ت ع م+02:00    | توقيت الفلبين                 |

## منظمات دولية مشتركة
يشترك البلدان في عضوية مجموعة من المنظمات الدولية، منها:
| علم المنظمة | اسم المنظمة                               | تاريخ انضمام السودان | تاريخ انضمام الفلبين |
| ----------- | ----------------------------------------- | -------------------- | -------------------- |
|             | الاتحاد البريدي العالمي                   | ?                    | ?                    |
|             | يونسكو                                    | 26 نوفمبر 1956       | 21 نوفمبر 1946       |
|             | البنك الدولي للإنشاء والتعمير             | 5 سبتمبر 1957        | 27 ديسمبر 1945       |
|             | وكالة ضمان الاستثمار متعدد الأطراف        | 7 نوفمبر 1991        | 8 فبراير 1994        |
|             | الاتحاد الدولي للاتصالات                  | 23 أكتوبر 1957       | 25 مايو 1912         |
|             | منظمة الشرطة الجنائية الدولية             | ?                    | ?                    |
|             | مؤسسة التمويل الدولية                     | 21 أكتوبر 1960       | 12 أغسطس 1957        |
|             | الأمم المتحدة                             | 12 نوفمبر 1956       | 24 أكتوبر 1945       |
|             | مؤسسة التنمية الدولية                     | 24 سبتمبر 1960       | 28 أكتوبر 1960       |
|             | الفريق المعني برصد الأرض                  | ?                    | ?                    |
|             | منظمة حظر الأسلحة الكيميائية              | ?                    | ?                    |
|             | المركز الدولي لتسوية المنازعات الاستشارية | 9 مايو 1973          | 17 ديسمبر 1978       |

## وصلات خارجية
- موقع وزارة الخارجية السودانية
- موقع وزارة الخارجية الفلبينية